# Hauckwald

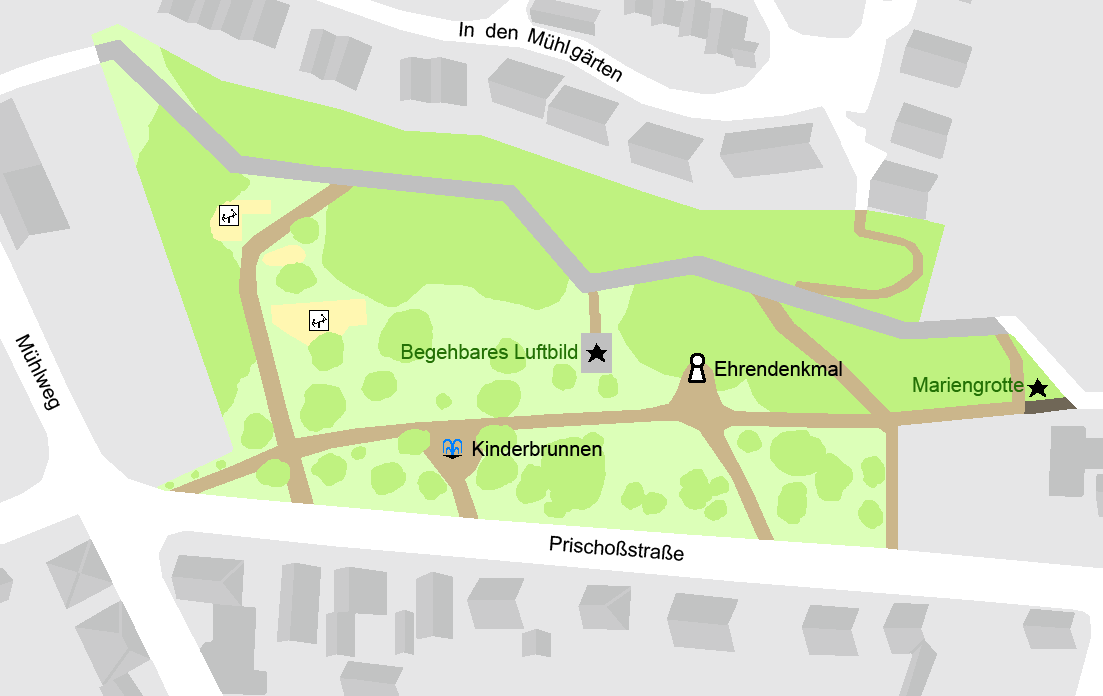
Parkplan

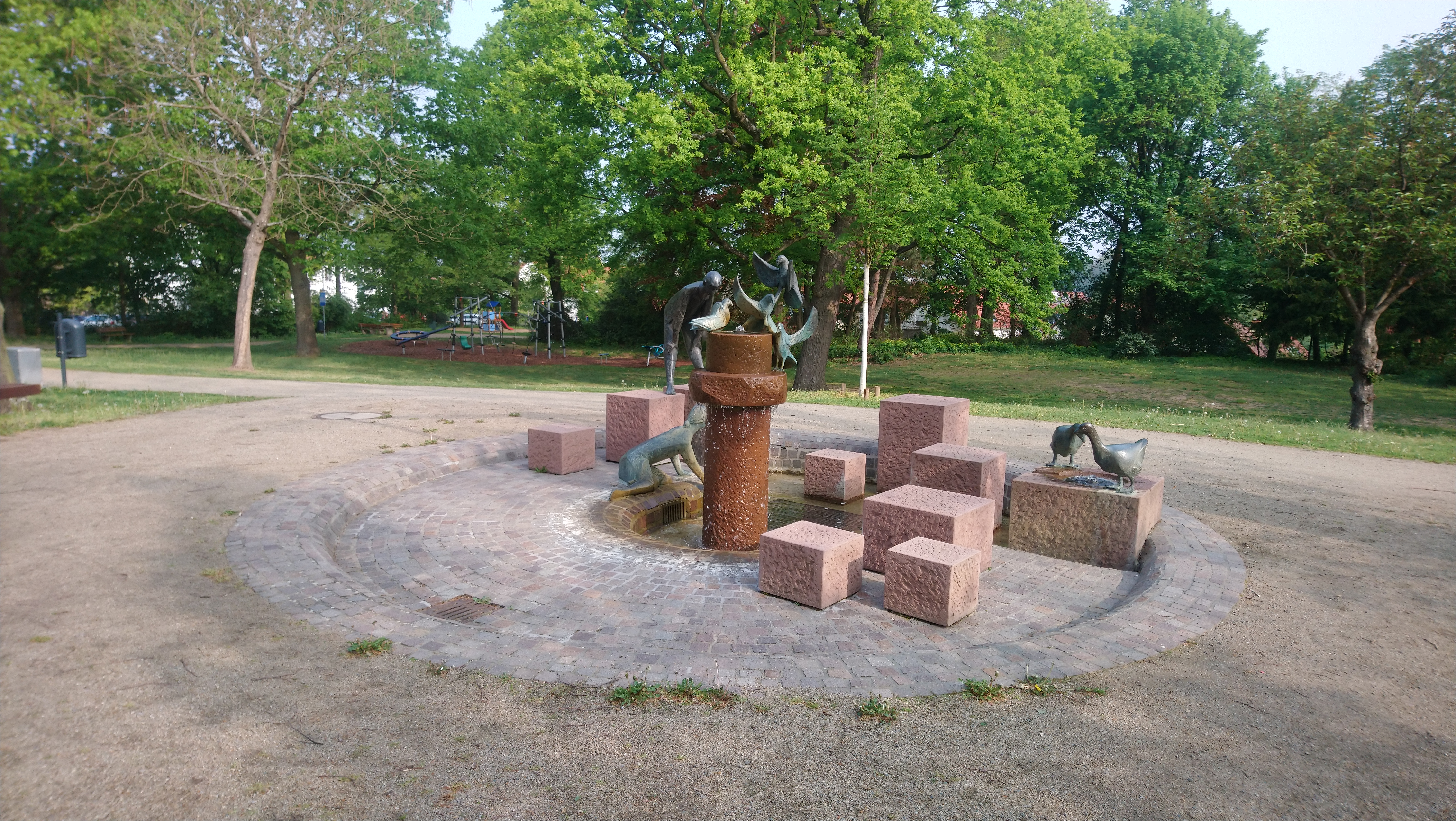
„Kinderbrunnen“ im Hauckwald

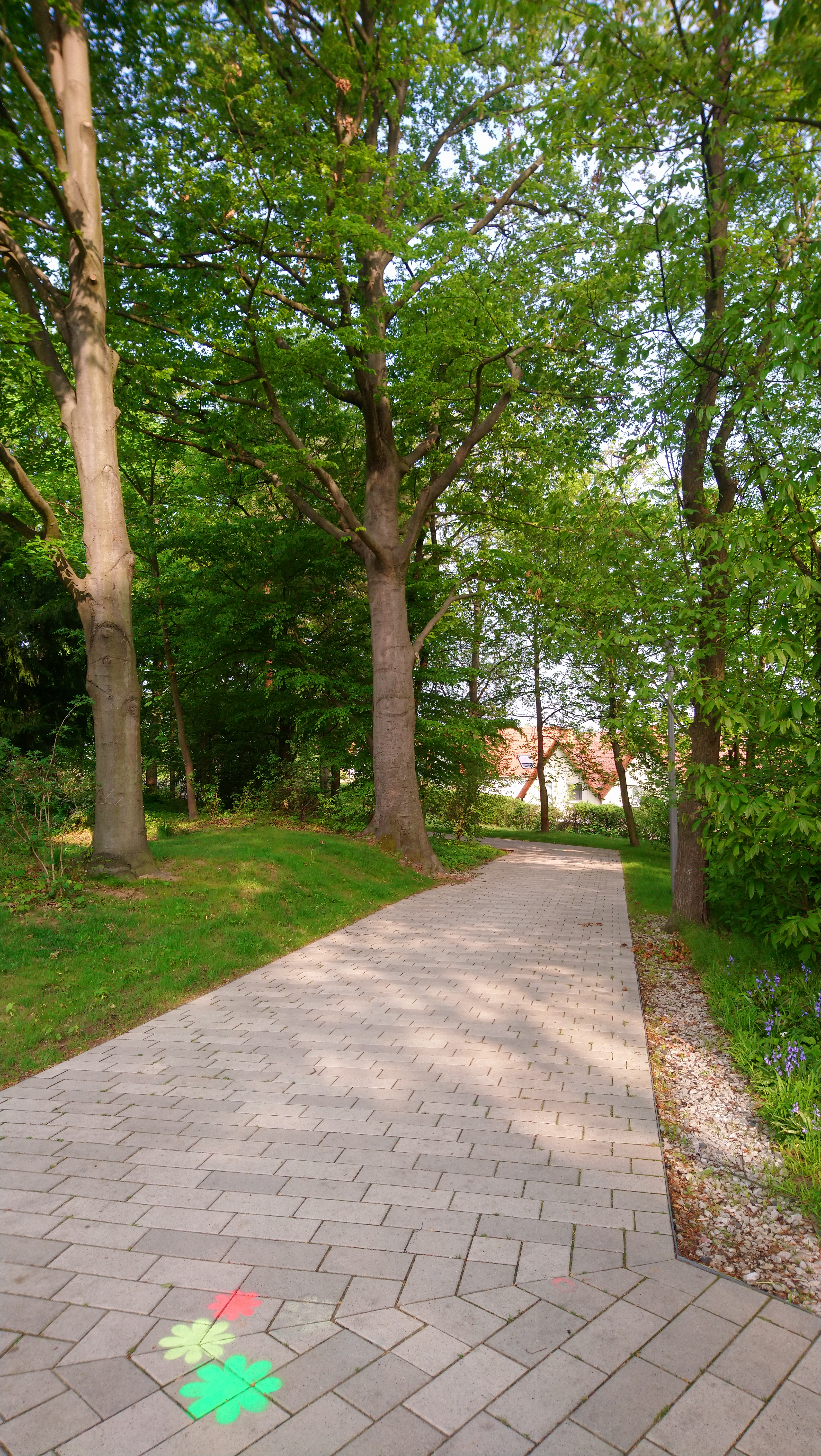
Fußweg durch den Hauckwald

Der Hauckwald ist eine öffentliche Parkanlage in der Stadt Alzenau im Landkreis Aschaffenburg in Bayern. Er wurde im Rahmen der Kleinen Landesgartenschau 2015 neu gestaltet.

## Geographie
Der etwa 1,5 ha große Park ist ein Überrest des früheren, größeren Hauckwaldes. Er liegt im Ortsteil Oberschur auf 135 m ü. NHN südlich der Siedlung „In den Mühlgärten“. Nordöstlich befindet sich der Generationenpark, der über den Hauckwald mit dem Energiepark barrierefrei verbunden ist.

## Beschreibung
Im Hauckwald gibt es den von Theophil Steinbrenner geschaffenen Kinderbrunnen, ein 36 m² großes, begehbares Luftbild, eine Mariengrotte und ein Ehrendenkmal. Am nordwestlichen Rand gibt es einen Kinderspielplatz. Im Park standen große Buchen und Eichen, von denen viele den schweren orkanartigen Fallböen einer Superzelle am 18. August 2019 zum Opfer fielen. Der Park und der angrenzende Kindergarten musste danach wegen Lebensgefahr durch weitere herabstürzender Bäume für mehrere Tage gesperrt werden.
Nach dem Hauckwald sind ein Kindergarten, eine Seniorentagesstätte, eine Apotheke und eine Straße in Alzenau benannt.

## Geschichte
Der Baumbestand im Stadtpark Hauckwald ist der letzte Rest des einst vom Unterwald bis in den früheren Ort reichenden Waldgebietes. Es wurde beim Bau der Siedlung Oberschur vom Unterwald abgetrennt und in den darauffolgenden Jahren immer kleiner. Anfang des 17. Jahrhunderts wurde der Hauckwald in den Freigerichter Hexenprozessen als Hexentanzplatz genannt.

### Name
Der Name „Hauk“, „Haug“ oder mittelhochdeutsch „Houc“ ist wortverwandt mit hoch oder Hügel. Hauckwald könnte man demnach als Hügelwald deuten. Von der ursprünglichen Siedlungsform Alzenaus erhob sich der Hauckwald als Hügel hinter den Häusern. Das Bestimmungswort Hauck ging auf den gesamten Bereich, von der Kahl bis zur Gemarkungsgrenze von Wasserlos, über. So fand man es in den heute nicht mehr bestehenden Namen „Hauckbruch“ (im Bereich heutige Welzheimer Straße) und „Hauckländer“ (in der Breiten Wiese) wieder.